# Parathelypteris japonica
Parathelypteris japonica är en kärrbräkenväxtart som först beskrevs av Bak., och fick sitt nu gällande namn av Ren-Chang Ching. Parathelypteris japonica ingår i släktet Parathelypteris och familjen Thelypteridaceae. Utöver nominatformen finns också underarten P. j. glabrata.